# Lijst van films 0-9
Dit is een lijst van films die beginnen met een getal.

## 0
- 06 (1994)
- 06/05 (2004)

## 1
- 10 Cloverfield Lane (2016)
- 10 Questions for the Dalai Lama (2006)
- 10 Things I Hate About You (1999)
- 10 to Midnight (1983)
- The 10th Kingdom (2000)
- 11:14 (2003)
- 12 and Holding (2006)
- 12 Angry Men (1957)
- 12 Years a Slave (2013)
- 13 Going on 30 (2004)
- 13 Hours: The Secret Soldiers of Benghazi (2016)
- 13 Tzameti (2005)
- The 13th Warrior (1999)
- Het 14e kippetje (1998)
- 15 Minutes (2001)
- 15.35: Spoor 1 (2003)
- 16 Blocks (2006)
- 17 Again (2009)
- 101 Dalmatiërs (1961, Engels: 101 Dalmatians)
- 101 Dalmatiërs (1996, Engels: 101 Dalmatians)
- 101 Ways (The things a girl will do to keep her Volvo) (2000)
- 102 Dalmatiërs (2000, Engels: 102 Dalmatians)
- 120 battements par minute (2017)
- 127 Hours (2010)
- 187 (1997)
- 1000 Rosen (1994)
- 1492: Conquest of Paradise (1992)
- 1900 (1976)
- 1917 (2019)
- 1941 (1979)
- 1999 (1998)

## 2
- 2 Fast 2 Furious (2003)
- 2 Männer, 2 Frauen - 4 Probleme!? (1998)
- 20th Century Women (2016)
- 21 Grams (2003)
- 21 Jump Street (2012)
- 22 Jump Street (2014)
- 23 - Nichts ist so wie es scheint (1998)
- 24: Redemption (2008)
- 25 degrés en hiver (2004)
- 25th Hour (2002)
- 27 Dresses (2008)
- 28 Days (2000)
- 28 Days Later (2002)
- 28 Weeks Later (2007)
- 200 Cigarettes (1999)
- 2001: A Space Odyssey (1968)
- 2010: The Year We Make Contact (1984)
- 2012 (2009)
- 2046 (2004)
- 20,000 Days on Earth (2014)
- 20,000 Leagues Under the Sea (1916)
- 20,000 Leagues Under the Sea (1954)
- 20,000 Leagues Under the Sea (1985)
- 20,000 Years in Sing Sing (1932)

## 3
- 3 Blind Mice (2003)
- 3 Women (1977)
- 3:10 to Yuma (1957)
- 3:10 to Yuma (2007)
- 38 témoins (2012)
- The 39 Steps (1935)
- The 39 Steps (1959)
- The 39 Steps (2008)
- 300 (2006)
- 3000 Miles to Graceland (2001)
- 365 Days (2020)
- 365 Days: This Day (2022)

## 4
- 4 maanden, 3 weken & 2 dagen (2007, Roemeens: 4 luni, 3 săptămâni şi 2 zile)
- 40 Days and 40 Nights (2002)
- The 40 Year Old Virgin (2005)
- 42 (2013)
- 42nd Street (1933)
- 44 Minutes: The North Hollywood Shoot-Out (2003)
- 45 Years (2015)
- 47 Meters Down (2017)
- 48 Hrs. (1982)
- 49th Parallel (1941)

## 5
- The 5th Wave (2016)
- 50 First Dates (2004)
- 50/50 (2011)
- The 51st State (2001)
- (500) Days of Summer (2009)

## 6
- 6 Day Bike Rider (1934)
- The 6th Day (2000)
- 666: The Child (2006)
- 6,000 Enemies (1939)

## 7
- The 7 Adventures of Sinbad (2010)
- Les 7 jours du talion (2010)
- 7eventy5ive (2007)
- 7th Heaven (1927)
- '71 (2014)

## 8
- 8 femmes (2002)
- 8 Mile (2002)
- 8 Million Ways to Die (1986)
- 8MM (1999)
- 8½ (1963)
- 8½ Women (1999)
- 800 balas (2002)

## 9
- 9 Songs (2004)
- 9/11 (2001)
- 9½ Weeks (1986)
- 99 River Street (1953)